# Téménos de Dionysos Eleuthéreus
Le téménos de Dionysos Eleuthéreus est un édifice situé au sud-est de l'acropole d'Athènes.

## Histoire
Le culte de Dionysos Eleutherus a été introduit à Athènes à partir du dème d'Éleuthère, à la frontière de la Béotie, à l'époque du tyran Pisistrate. Au VIe siècle av. J.-C.  une statue du dieu a été transportée d'Éleuthère à Athènes et un sanctuaire a été construit en son honneur.  Ses restes sont situés au sud-ouest de la pente de l'acropole.

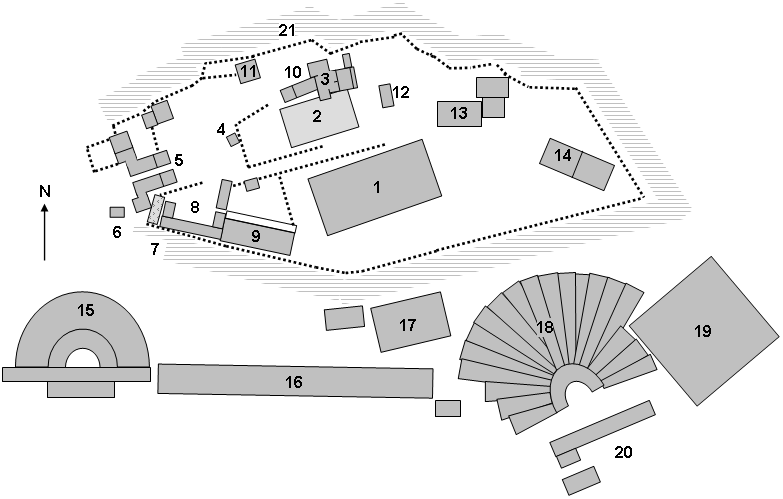
Plan du site de l'Acropole d'Athènes – Le Téménos de Dionysos Eleuthéreus est le numéro 20

## Description
Le temple archaïque de Dionysos, dont il ne reste que l'angle nord-ouest des fondations, est daté de la seconde moitié du VIe siècle av. J.-C. Un peu au sud se trouvent les vestiges du nouveau temple, érigé dans la seconde moitié du VIe siècle av. J.-C.. Selon Pausanias , ce temple abritait la statue d'or et d'ivoire du dieu, œuvre du sculpteur Alcamène. Seules sont conservés les fondations en conglomérat du temple et le socle de la statue cultuelle. 
Le temenos de Dionysos est bordé au nord par les restes d'une stoa, probablement ionique, appartenant au programme de construction de Lycurgue (vers 330 av. J.-C. ). Les autres côtés du sanctuaire étaient entourés d'une enceinte dont le sud et l'est sont conservés. Du côté oriental de l'enceinte se trouvait un propylée en forme de Π, dont le plan est encore visible.

## Articles connexes

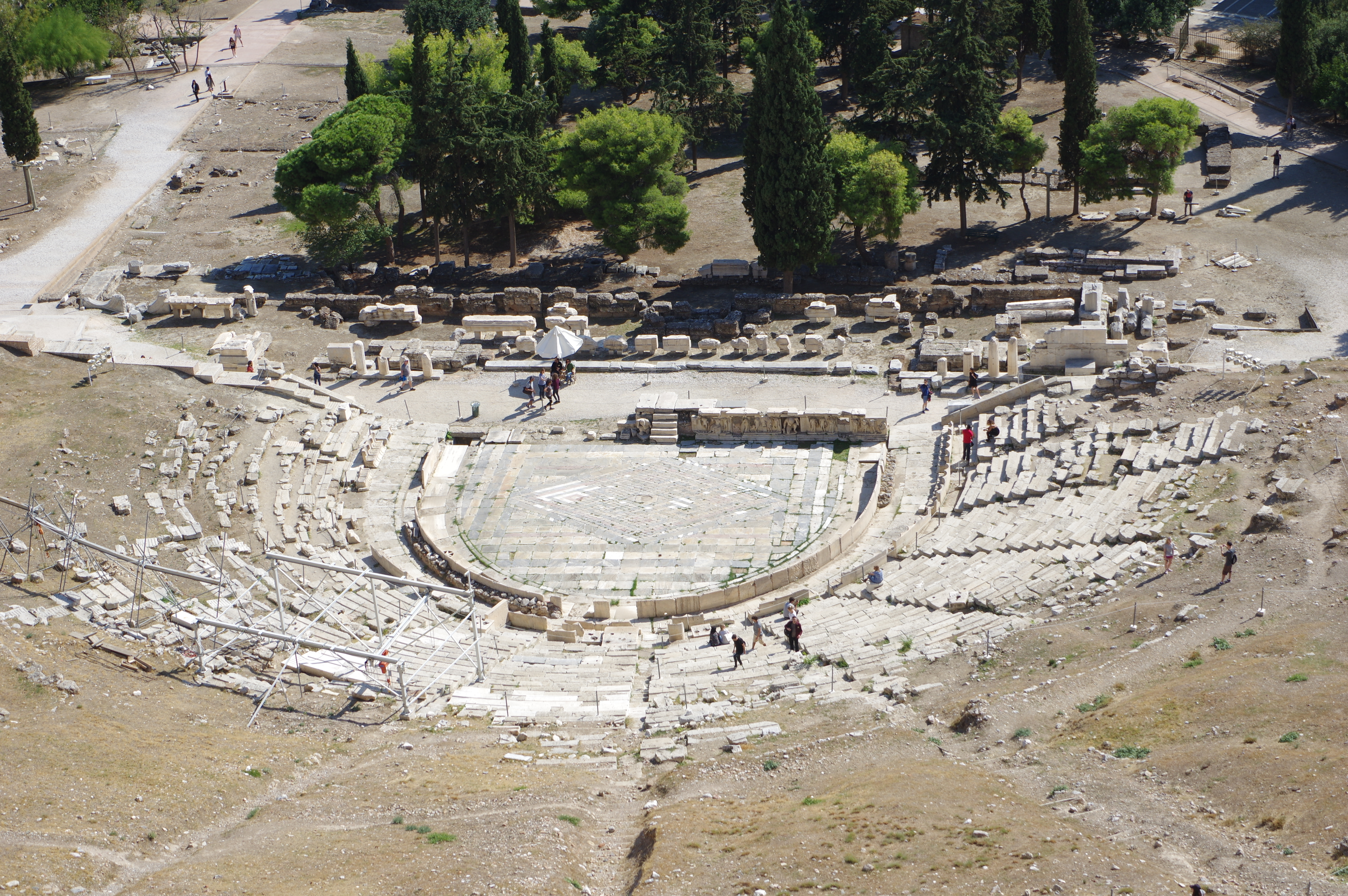
Théâtre et temenos de Dionysos de l' Acropole.